# La Lloma Llarga
La Lloma Llarga és una urbanització del municipi valencià de la Pobla de Vallbona (Camp de Túria). Va sorgir a mitjans dels anys 70 amb xicotetes casetes de camp dedicades a la caça o per passar el cap de setmana. La majoria de propietaris, majorment habitants de zones properes con ara Burjassot, Benimàmet o Paterna, mantenen aquestes casetes com a segones residències per a l'estiu, cap de setmana o vacances. Avui dia, però, s'està consolidant la residència permanent, afavorida per l'ajuntament de la Pobla de Vallbona, que dona ajudes i facilita serveis, com ara bus escolar, a aquells que s'hi estableixen com a colons, fet que ha suposat un auge dels PAI i dels projectes d'urbanització per part de l'ajuntament i d'entitats públiques.